# Лудовико II Гонзага
Лудовико II Гонзага (итал. Ludovico II Gonzaga, 1334 — 1382), в некоторых источниках упоминается как Лудовико I, также известен под итальянизированым именем Луиджи — 3-й народный капитан Мантуи из семейства Гонзага.
Отец Лудовико — Гвидо Гонзага — правил Мантуей совместно с тремя сыновьями. Наибольшую власть из сыновей приобрёл старший — Уголино, что вызвало зависть у его младших братьев. В 1362 году Уголино был убит; существовали подозрения, что за убийством стояла Венецианская республика. В июле 1369 года при странных обстоятельствах скончался и младший из сыновей — Франческо. В результате, когда 22 сентября 1369 года умер Гвидо Гонзага, его единственным преемником остался Лудовико.
Придя к власти, Лудовико стал проводить политику сближения с Миланом, в рамках которой женил сына Франческо на Агнессе, дочери Бернабо Висконти. В области внутренней политики он приложил большие усилия для обеспечения экономического развития государства.

## Семья и дети
В 1356 году Лудовико женился на Альде д’Эсте (1333—1381), дочери Обиццо III д’Эсте. У них было двое детей:
- Элизабета (ум. 1432), которая вышла замуж за Карло I Малатеста
- Франческо (1363—1407), продолживший династию